# Julija Konstantinowna Kosatschenko
Julija Konstantinowna Kosatschenko, geborene Markowa (russisch Юлия Константиновна Козаченко (Маркова), wiss. Transliteration Julija Konstantinovna Kozačenko; * 10. August 1996 in Wolgograd, Russland) ist eine russische Handballspielerin, die für den russischen Erstligisten PGK ZSKA Moskau aufläuft.

## Karriere

### Im Verein
Markowa begann das Handballspielen in ihrer Geburtsstadt. Die Außenspielerin gehörte in der Saison 2013/14 dem Meisterschaftskader von GK Dynamo Wolgograd an. In den folgenden Spielzeiten musste der Verein aus wirtschaftlichen Gründen mehrere Leistungsträgerinnen ziehen lassen. Als Markowa zum Saisonbeginn 2017/18 mit 21 Jahren die älteste Spielerin im Kader von Dynamo Wolgograd war, wurde sie zur Mannschaftskapitänin gewählt. Im Jahr 2019 wechselte sie zum Ligakonkurrenten PGK ZSKA Moskau. Mit ZSKA gewann sie 2021 die russische Meisterschaft. Weiterhin stand Markowa in der Saison 2020/21 im Final Four der EHF Champions League. 2022, 2023 und 2024 errang sie den russischen Pokal sowie 2023, 2024 und 2025 die russische Meisterschaft.

### In Auswahlmannschaften
Markowa gehörte dem Kader der russischen Jugend- und Juniorinnennationalmannschaft an. Mit diesen Auswahlmannschaften gewann sie bei der U-17-Europameisterschaft 2013, bei den Olympischen Jugend-Sommerspielen 2014, bei der U-19-Europameisterschaft 2015 und bei der U-20-Weltmeisterschaft 2016 jeweils die Silbermedaille. Im Jahr 2017 bestritt Markowa ihr Länderspieldebüt für die russische A-Nationalmannschaft. Im selben Jahr nahm sie an der Weltmeisterschaft teil.

## Privates
Julija Markowa heiratete im Juni 2022 Roman Kosatschenko. Im Herbst 2022 wurde bekannt, dass sie ein Kind erwartete und deshalb in der Saison 2022/23 nicht antritt.